# Гордон Ролер
Гордон Ролер (20 лютого 1942 — 29 січня 2023) — вчений і критик вест-індійської літератури гаянського походження, який відомий своїм дослідженням популярної культури Карибського басейну, зокрема усної поезії, музичного стилю каліпсо та крикету. Він започаткував академічне й інтелектуальне дослідження каліпсо, простеживши його історію протягом кількох століть, написавши знакову працю під назвою «Каліпсо та суспільство у Тринідаді до здобуття незалежності» (1989), і вважається провідним світовим авторитетом у його розвитку.

## Життя та кар'єра
Народився у Гаяні у 1942 році, Ролер здобув освіту у Квінс-коледжі, Гаяна, і в Університетському коледжі Вест-Індії, Мона, Ямайка, який закінчив у 1964 році з дипломом з відзнакою з англійської літератури. Потім він написав докторську дисертацію під назвою «Відчуження та відданість у творах Джозефа Конрада» у Бірмінгемському університеті (1964—1967) та вступив на факультет англійської літератури у Тринідаді в Університеті Вест-Індії.
Провівши 40 років в Університеті Вест-Індії у Сент-Августині (він розпочав роботу асистентом викладача у 1968 році, а до 1985 року отримав персональну кафедру), він заслужив міжнародну репутацію завдяки своїй новаторській роботі з карибської літератури, каліпсо та культури, створивши великий опус який містить книги, сотні нарисів, інтерв'ю, лекції та радіопрограм. Разом зі Стюартом Брауном і Мервіном Моррісом він був редактором «Voiceprint: An Anthology of Oral and Related Poetry from the Caribbean» (Harlow: Longman Caribbean, 1989).
Ролер також був запрошеним професором Гарвардського університету (вересень–грудень 1981); Університету Джона Гопкінса (вересень–грудень 1985); Університету Тулейн (січень–травень 1997); Державного університету Стівена Ф. Остіна (січень–травень 2000); Семінар для письменників Університету Маямі (червень–липень 1995); Йоркського університету, Торонто (січень–лютий 1996) і Дартмутського коледжу, Нью-Гемпшир (червень–серпень 2004).
Помер 29 січня 2023 року у 80-річному віці.

## Творчій доробок
Ролер є автором кількох книг про різні аспекти карибської культури. Він сказав, що його зацікавленість у дослідженні та написанні статей про музику каліпсо бере свій початок від його відвідування другої зустрічі Карибського руху митців, яка відбулася у 1967 році у північній лондонській квартирі Орландо Паттерсона, коли у дискусії між Камау Братуейтом, Джорджем Леммінгом і Обрі Вільямсом про «карибську естетику» Ролер сказав: "Спосіб визначити, якою може бути ця естетика, — це поглянути на те, що зробили жителі Карибського басейну та створити шляхом тісного діалогу з матеріал, певний спосіб розповісти про їхні досягнення та розрізнити те, що в ньому є особливо карибським, якщо ви скористуєтесь цим методом, починаючи з доробку — поезії Волкотта, каліпсо Спарроу, романів Селвона — можливо тоді ви зможете розпізнати постійні риси. Якщо, наприклад, ви прочитаєте «Самотніх лондонців» Селвона та оповідання разом з каліпсо Спарроу, ви можете виявити щось особливо тринідадське в обох цих людей… це, звичайно, не точні слова; лише перефраз сенсу того, що я сказав. Тоді хтось, один із гучних голосів, сказав: «Якщо ти так відчуваєш, чому б тобі цього не зробити?».
Відтоді, як зазначив Раймонд Рамчарітар, «досягнення Гордона Ролера у картографуванні цієї території є монументальними». Зокрема, його книга 1990 року «Каліпсо та суспільство у Тринідаді до здобуття незалежності», в якій описується розвиток тринідадського каліпсо від часів до емансипації до кінця 1950-х років, вважається основоположною роботою. Його остання книга, випущена у серпні 2015 року, — «Усе моє життя — Каліпсо: нариси про Спарроу».

## Нагороди та відзнаки
У 1995 році Ролер отримав нагороду віцеканцлера Університету Вест-Індії за досягнення в об'єднаних сферах викладання, досліджень, управління та державної служби.
Його залишення університету у 2007 році відзначили конференцією на його честь «за його значний внесок у розвиток літературної та культурної критики Вест-Індії».
Життя та кар'єра Ролера прославлені у документальному фільмі «Ріки звуку».
У 2012 році Ролер отримав нагороду Ніколаса Гільєна від Карибської філософської асоціації за видатні досягнення у галузі філософської літератури.
На фестивалі NGC Bocas Lit Fest у 2014 році Ролер разом із професором Кеннетом Рамчандом отримав нагороду Генрі Свонзі за видатні заслуги у карибській літературі, якою відзначаються життєві досягнення редакторів, видавців, критиків і дикторів.